# كلاتة قنادان (باقران)
كلاتة قنادان (بالفارسية: کلاته قنادان) هي مستوطنة تقع في إيران في قسم باقران الريفي. يقدر عدد سكانها بـ 8 نسمة .